# Laczkó Mihály (labdarúgó, 1940)
Laczkó Mihály (Budapest, 1940. június 23. –) válogatott labdarúgó, fedezet, belsőcsatár. Az 1963–64-es kupagyőztesek Európa-kupája döntőjéig jutott MTK csapatának játékosa. Később vállalkozó, mérnök, közgazdász.

## Pályafutása

### Klubcsapatban
1959 és 1967 között az MTK labdarúgója volt. Itt VVK elődöntős 1962-ben, KK győztes csapat tagja 1963-ban, KEK döntős 1964-ben. Az 1962–63-as idényben bajnoki második a csapattal. Az 1968-as és 1969-es idényben az Egyetértés csapatában szerepelt. 1970 és 1972 között a Váci Izzó MTE játékosa volt és itt hagyta abba az aktív labdarúgást.

### A válogatottban
Négyszeres utánpótlás (1962–63, 1 gól), ötszörös B-válogatott (1962–64) és ötszörös olimpiai válogatott (1963–64, 2 gól).

## Sikerei, díjai
- Magyar bajnokság
  - 2.: 1962–63
- Kupagyőztesek Európa-kupája (KEK)
  - döntős: 1963–64
- Vásárvárosok kupája (VVK)
  - elődöntős: 1961–62
- Közép-európai kupa (KK)
  - győztes: 1963

## Statisztika

### Mérkőzései a válogatottban
| Magyarország | Magyarország       | Magyarország | Magyarország     | Magyarország | Magyarország | Magyarország          | Magyarország | Magyarország |
| #            | Dátum              | Helyszín     | Hazai            | Eredmény     | Vendég       | Kiírás                | Gólok        | Esemény      |
| ------------ | ------------------ | ------------ | ---------------- | ------------ | ------------ | --------------------- | ------------ | ------------ |
|              | 1963. december 3.  | Dakar        | Szenegál         | 3 – 8        | Magyarország | barátságos (olimpiai) | -            |              |
|              | 1963. december 5.  | Abidjan      | Elefántcsontpart | 1 – 4        | Magyarország | barátságos (olimpiai) | -            | Gól          |
|              | 1963. december 8.  | Lomé         | Togo             | 2 – 3        | Magyarország | barátságos (olimpiai) | -            | becserélve   |
|              | 1963. december 26. | Algír        | Algéria          | 0 – 3        | Magyarország | barátságos (olimpiai) | -            | becserélve   |
|              | 1964. április 15.  | Göteborg     | Svédország       | 2 – 2        | Magyarország | olimpiai selejtező    | -            | Gól          |
|              | Összesen           |              |                  | 0            | mérkőzés     |                       | 0            | gól          |